# Municipio de Xicotlán
El municipio de Xicotlán es un municipio situado en el estado mexicano de Puebla. Según el censo de 2020, tiene una población de 1312 habitantes.
El nombre deriva de las voces nahuas xicotli, que significa "abejorro", y tlán, que significa "lugar cerca". Por lo tanto, significa "lugar de abejorros".
Fue fundado en 1895 y su cabecera es la localidad de Xicotlán.

## Geografía
El municipio abarca un área de 205.22 km² y se encuentra a una altitud promedio de 1240 m s. n. m. Colinda al norte con el municipio de Chiautla y el municipio de Cohetzala; al oeste con el municipio de Chila de la Sal; al sur con el municipio de Ixcamilpa de Guerrero y el municipio de Albino Zertuche, y al este con Ixcamilpa de Guerrero.

## Localidades
En el municipio existen cuatro localidades, de las cuales la más poblada es la cabecera, Xicotlán.
| Código INEGI | Localidad        | Población (2020) | Altitud (m s. n. m.) |
| ------------ | ---------------- | ---------------- | -------------------- |
| 211980001    | Xicotlán         | 717              | 1285                 |
| 211980002    | Coacalco         | 558              | 703                  |
| 211980033    | Colonia Xicotlán | 35               | 1296                 |
| 211980035    | El Copalito      | 2                | 1202                 |

## Gobierno
El ayuntamiento de Xicotlán está compuesto por siete regidores, un síndico y un presidente municipal, puesto que desempeña Francisco Flores Herrera para el periodo 2021-2014.